# Biblioteca Valenciana Nicolau Primitiu
La Biblioteca Valenciana Nicolau Primitiu es la biblioteca autonómica de la Comunidad Valenciana (España). Se creó mediante el Decreto 5/1985, del Consell de la Generalitat Valenciana. Según la Ley 4/2011, de 23 de marzo, de Bibliotecas de la Comunitat Valenciana es la cabecera del Sistema Bibliotecario Valenciano y se constituye como el centro superior bibliotecario de la Generalitat y depósito bibliográfico básico de la Comunitat Valenciana, tiene como misión reunir, conservar y difundir el patrimonio bibliográfico valenciano y toda la producción impresa, sonora y visual, de y sobre la Comunitat Valenciana, constituyéndose con carácter obligatorio en receptora de uno de los ejemplares procedentes de las oficinas del Depósito Legal.
Está encargada de elaborar y difundir la información bibliográfica sobre la producción editorial valenciana y de mantener la cooperación con los servicios bibliotecarios de distintos ámbitos. Además, se encarga de elaborar el catálogo colectivo de patrimonio bibliográfico de la Comunidad Valenciana.

## Historia
Los orígenes de la Biblioteca Valenciana se sitúan en la donación de la biblioteca particular de D. Nicolau Primitiu Gómez Serrano por parte de sus herederos en 1979.
Por Real Decreto 1032/1978, de 14 de abril, se aceptó la donación al Estado de una colección de libros, compuesta por ejemplares incunables, raros y ediciones de los siglos XVI, XVII y XVIII, integrantes todos ellos del Patrimonio Histórico Español, para que se instalara en una biblioteca denominada “Nicolau Primitiu”, en la ciudad de Valencia. Así mismo, los donantes autorizaban al Ministerio de Cultura para que transmitiera la propiedad y administración del objeto de su donación si se llegaba a constituir un organismo político o administrativo de carácter regional con el nombre de Mancomunidad, Generalidad u otra semejante.
Tras la aprobación del Estatuto de Autonomía de la Comunidad Valenciana en 1982, el Ministerio de Cultura materializó la transmisión de los fondos bibliográficos de la biblioteca “Nicolau Primitiu” a la Generalitat Valenciana mediante el Real decreto 846/1986.
Esta biblioteca, de incalculable valor, resume los principios básicos de una biblioteca nacional, al reunir obras de autor valenciano, temática valenciana o producidas en Valencia, y puso los cimientos sobre los que se ha levantado la actual Biblioteca Valenciana.
A esta donación inicial se han ido incorporando otras muchas que han venido a enriquecer y completar estos importantes fondos. A esto, hay que sumar los ingresos procedentes del Depósito Legal, así como las compras realizadas por la propia institución. La publicación del decreto de creación de la Biblioteca Valenciana (Decreto 5/1985) supone un hito importante, ya que desde ese momento se dispone de la norma que regula su existencia, quedando definidos sus fines y funciones.
La Biblioteca Valenciana se crea, por tanto, como centro superior bibliotecario de la Generalidad y depósito bibliográfico básico de la Comunidad Valenciana, dependiente de la Conselleria competente en materia de Cultura.
Desde su creación hasta el año 2000, la Biblioteca estuvo instalada en el edificio del antiguo Hospital General, compartiendo el espacio con la Biblioteca Pública Provincial de Valencia, mientras se buscaba una sede definitiva para la misma.
En 1995 la Generalitat decidió que la sede definitiva de esta biblioteca fuera el Monasterio de San Miguel de los Reyes. En coordinación con la Diputación y el Ayuntamiento de Valencia, copropietarios del edificio, se llevó a cabo entre 1995 y 1999 un ambicioso proyecto de rehabilitación que recuperara los valores artísticos y culturales del mismo, pero que también permitiera su uso como biblioteca autonómica.
El año 2000, la Biblioteca Valenciana abría sus puertas en su sede actual, el Monasterio de San Miguel de los Reyes.
En el año 2010, se publica el Decreto 33/2010 por el que la Biblioteca Valenciana pasa a denominarse Biblioteca Valenciana “Nicolau Primitiu”.

## Fondos
La Biblioteca Valenciana custodia casi un millón de documentos y dispone de un catálogo automatizado que permite la consulta de los mismos a través de Internet. Esta gran colección está formada por una gran diversidad de materiales y soportes, desde el pergamino y el papel hasta los más modernos formatos electrónicos, e incluye documentos desde el siglo XIII hasta el siglo XXI. El desarrollo de la colección se ha realizado siguiendo los fines establecidos por el propio decreto de creación: obras de autor valenciano, temática valenciana o producidas en Valencia. Las vías de ingreso han sido las donaciones y depósitos, compras y el depósito legal.
Mención especial merecen las donaciones y legados, ya que han permitido que cuente con una colección numerosa y completa, con obras básicas y de incalculable valor, siendo una colección de referencia para los investigadores.
Entre estos fondos destacan, además de la donación inicial de Nicolau Primitiu Gómez Serrano, los de Pere Maria Orts i Bosch, Ignacio Soldevila, Felipe Garin Ortiz de Taranco , Jesús Martínez Guerricabeitia, Familia Ventura, Guillermina Medrano y Rafael Supervía, Pedro Nácher, etc. Además, la Biblioteca Valenciana ha comprado colecciones y bibliotecas importantes como por ejemplo las de Carreres, Manuel Sanchis Guarner, Manuel Bas Carbonell, Rafael Lapesa Melgar, Alejandro Ferrant Vázquez, Berta Singerman, Ángel Lacalle Fenández, los fondos fotográficos de José Huguet, Joaquín Sanchis Serrano "Finezas" y Desfilis, el fondo de la Compañía Española de Trabajos Fotogramétricos, etc.
También resulta fundamental el ingreso de obras procedentes del depósito legal, ya que ello permite la conservación de una muestra de la producción editorial valenciana, que es uno de los fines que debe cumplir esta biblioteca sobre la base de lo regulado por el propio decreto de creación, y se les da la adecuada difusión a través de la Bibliografía Valenciana en línea.
Asimismo, la Biblioteca Valenciana tiene algunos depósitos temporales, entre los que destaca la Colección Cervantina de Francesc Martínez i Martínez, depositada por la Diputación de Valencia y fuertemente incrementada por compras de la Generalitat, que constituye una de las principales recopilaciones de ediciones de la obra de Cervantes a nivel mundial.
La Biblioteca Valenciana también cuenta con una importante colección de manuscritos entre los que se encuentra la confirmación de la primera carta puebla de Sant Mateu de 1274 que es el documento más antiguo conservado en la Biblioteca Valenciana. Destaca por su belleza el ejemplar del Spectacula lucretiana, datado aproximadamente en 1500, dedicado por su autor, Giovanni Battista Cantalicio, al papa Alejandro VI con ocasión de las bodas de Lucrecia Borja con Alfonso de Aragón.
También cuenta con una magnífica colección de obras de fondo antiguo entre las que merece una especial mención la colección de incunables compuesta por unos 53 volúmenes, por ejemplo la edición príncipe de la Vita Christi de Sor Isabel de Villena, impreso en Valencia en 1497; Regiment preservatiu i curatiu de la pestilencia de Lluís Alcanyís, impreso en Valencia en 1490; varios ejemplares de sermones de San Vicente Ferrer entre los que podemos citar el impreso en Colonia en 1487, que es el ejemplar más antiguo que la Biblioteca Valenciana tiene de los sermones de San Vicente Ferrer; la primera edición impresa de Furs nous del regne de Valencia e capitols ordenades per lo rey don Fernando II en la Cort general de Oriola, impreso en 1493; Practica medicine de Arnau de Vilanova, impreso en 1497, etc. A estos hay que añadir una numerosa colección de obras de los siglos XVI a XVIII.
| Título | Autor                         | Fecha    | Lugar    | Colección         | Materia                          | Descripción |
| --- | ----------------------------- | -------- | -------- | ----------------- | -------------------------------- | --- |
| Regimêt preseruatiu e curatiu de la pestilêcia                                                                        | Alcanyís, Lluís               | ca. 1490 | Valencia | Nicolau Primitiu  | Peste                            | Su extensión es de 28 páginas. El formato es 4º. Probablemente impreso por Spindeler o Fernández de Córdoba. Posee iniciales grabadas. Cuenta con 28-29 líneas por página. Escrito en valenciano con parte del texto en latín. Letra gótica |
| 'Furs nous del regne de Valencia e capitols ordenades per lo rey don Fernando II en la Cort general de Oriola XXXI... | Valencia (Reino). Cortes      | 1493     | Valencia | Nicolau Primitiu  | Fueros - Valencia (Reino) - 1488 | Su extensión es de 32 hojas, formato folio. Impreso por Jaume de Vila, Pere Hagembach y Leonard Hutz. Tinta roja y negra. Cuenta con dos tamaños de letra, y 55 líneas por hoja a dos columnas. Huecos para las iniciales. Ejemplar sin portada. Encuadernado en pergamino.                                                                    |
| Vita Christi, vida e mort del nostre Redemptor Jesus                                                                  | Villena, Isabel de, 1430-1490 | 1493     | Valencia | Nicolau Primitiu  | Jesucristo - Biografía           | Impreso por Lope de la Roca. Descripción física:[CCCVI], [10] h. ; Fol. 2 tamaños de letra. Iniciales xilográficas. Texto a dos columnas. Cuenta con 29-40 líneas. Letra gótica de varios tamaños. Ejemplar incompleto, faltan las páginas 1-13, 256, 263-272, 279, 281, 286, 288, 294-306 y 10 páginas del índice. Huecos para las iniciales. |
| Repetitio cap. Omnis utriusque sexus, Decretal, De poenitentiis et remissionibus                                      | Zocchis, Jacobus de           | 1472     | Padua    | Salvador Pallarés | Penitencia                       | Descripción física: [127] h. Tamaño folio. Texto con letra romana y 35 líneas por página. Iniciales grabadas en rojo. Encuadernado en pergamino. Fue impreso en el año de la introducción de la imprenta en Padua. |
| Practica medicine Arnaldi de Villanoua                                                                                | Arnau de Vilanova             | 1497     | Venecia  | Incunables        | Medicina                         | Descripción física: [68] h. ; Fol.; Letra romana. Texto a dos columnas. Huecos para las iniciales. |

La Biblioteca Valenciana desde el momento de su creación, se ha preocupado de reunir, mediante distintas vías, archivos personales y de instituciones, consciente de que por su valor patrimonial es un material básico para la investigación académica en humanidades y ciencias sociales.
Los archivos personales son, con frecuencia, el rastro documental de toda una vida que, ayuda a los investigadores a conocer mucho mejor y a estudiar más fácilmente las influencias y las vivencias que han marcado la personalidad y por tanto la obra de sus productores. En algunos casos, aparte de su documentación, se depositan también objetos personales, mobiliario, premios y reconocimientos institucionales recibidos.
Para su consulta, se dispone de inventarios de la gran mayoría de archivos:
- Inventarios de archivos personales e institucionales

Algunos fondos están también catalogados y son ya accesibles desde el OPAC del SAVEX:
- Catálogo de Fondos Archivísticos de la Biblioteca Valenciana

Por otro lado, resalta la importancia de la colección de hemeroteca, con más de 14.000 títulos que abarcan desde prensa escrita hasta historietas gráficas, libros de fiestas, anuarios, catálogos de libreros y revistas de diversas temáticas y tendencias. Entre las obras conservadas podemos destacar El Diario de Valencia (1790-1835), la colección de revistas de la época de la II República y la Guerra Civil, las publicaciones semi-clandestinas, la colección de “llibrets de falla", etc. También son de gran importancia para la Comunidad Valenciana los fondos procedentes de Editora Valenciana, que editó buena parte de los tebeos y las novelas populares que se leyeron en la España de la segunda mitad del siglo XX.
Además, destaca la importante colección de fondo gráfico reunida por esta biblioteca y en la que podemos encontrar una amplia muestra de fotografías, tarjetas postales, dibujos, grabados, mapas, planos, cromos, etc. desde el siglo XVI hasta la actualidad. Entre los fondos que integran esta colección destacan los de José Huguet, Vicente Peydró, Joaquín Sanchis Serrano “Finezas”, Mario Guillamón, Francesc Jarque, José Lázaro Bayarri, Publipress, Desfilis, y la colección de fotografías aéreas de España, que son una muestra de la vida y costumbres valencianas, de su historia, de sus pueblos y paisajes, siendo un testimonio de valor incalculable.

### Gestión de la colección. Digitalización. Conservación

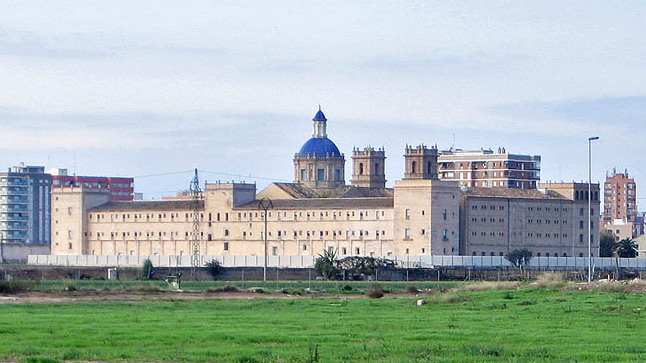
Vista del conjunto del Monasterio San Miguel de los Reyes. Sede de la Biblioteca

#### Gestión de la colección
La mayoría de las obras de la Biblioteca Valenciana Nicolau Primitiu se encuentran catalogadas. Para la gestión de los registros y ejemplares en la BV se utiliza el sistema integrado de gestión bibliotecaria AbsysNET de la empresa española Baratz. La consulta de estos asientos se puede realizar a través AbsysNET OPAC. Utilizando este recurso podemos: consultar el catálogo por búsqueda sencilla, avanzada o experta, con la posibilidad de introducir los criterios deseados para acotar la búsqueda; seleccionar documentos de interés de una consulta para confeccionar una bibliografía y consultar los fondos del Catálogo Colectivo del Patrimonio Bibliográfico Valenciano.
La consulta de los fondos se realiza físicamente en las salas de investigadores Nicolau Primitiu y Gregori Mayans, situadas en el claustro sur del Monasterio de San Miguel de los Reyes. En la Sala Gregori Mayans se consultan los documentos de archivo, los manuscritos, las ediciones de los siglos XV, XVI, XVII y XVIII, así como todas aquellas de especial rareza y valor bibliográfico, además de los documentos pertenecientes al fondo gráfico: carteles, fotografías, postales y grabados. Por su parte, en la Sala Nicolau Primitiu se pueden consultar las monografías y publicaciones periódicas de los siglos XIX, XX y XXI; cuenta también con una zona reservada para estudiantes.
Para acceder a los servicios que ofrece la Biblioteca Valenciana Nicolau Primitiu es necesario disponer de la tarjeta de investigación de la institución o, en su defecto, de un pase temporal. Ambos se expiden en el acto y de manera gratuita.

#### Digitalización
Una parte importante del Fondo antiguo y valioso de la Biblioteca Valenciana Nicolau Primitiu se haya digitalizado y consultable a través de la Biblioteca Valenciana Digital (BIVALDI). BIVALDI es un repositorio de acceso libre (OAI, Open Archives Initiative) de documentos digitales y recursos de información conformado por obras literarias y científicas destacadas del patrimonio bibliográfico y cultural de la Comunidad Valenciana cuyo objetivo principal es la preservación y máxima difusión de estos materiales. Es la primera biblioteca digital pública que se creó en España, con un fondo propio digitalizado. El proyecto de digitalización comenzó en 2001, aunque el portal se puso en marcha en 2002. Cuenta con 7600 registros bibliográficos aproximadamente y alrededor de 20 000 documentos de un periodo de tiempo que se extiende desde el siglo XII al XXI. Está conformada principalmente por obras de colecciones de la Biblioteca Valenciana. El Fondo Antiguo consultable en BIVALDI se encuentra estructurado en colecciones de manuscritos, incunables y monografías. 

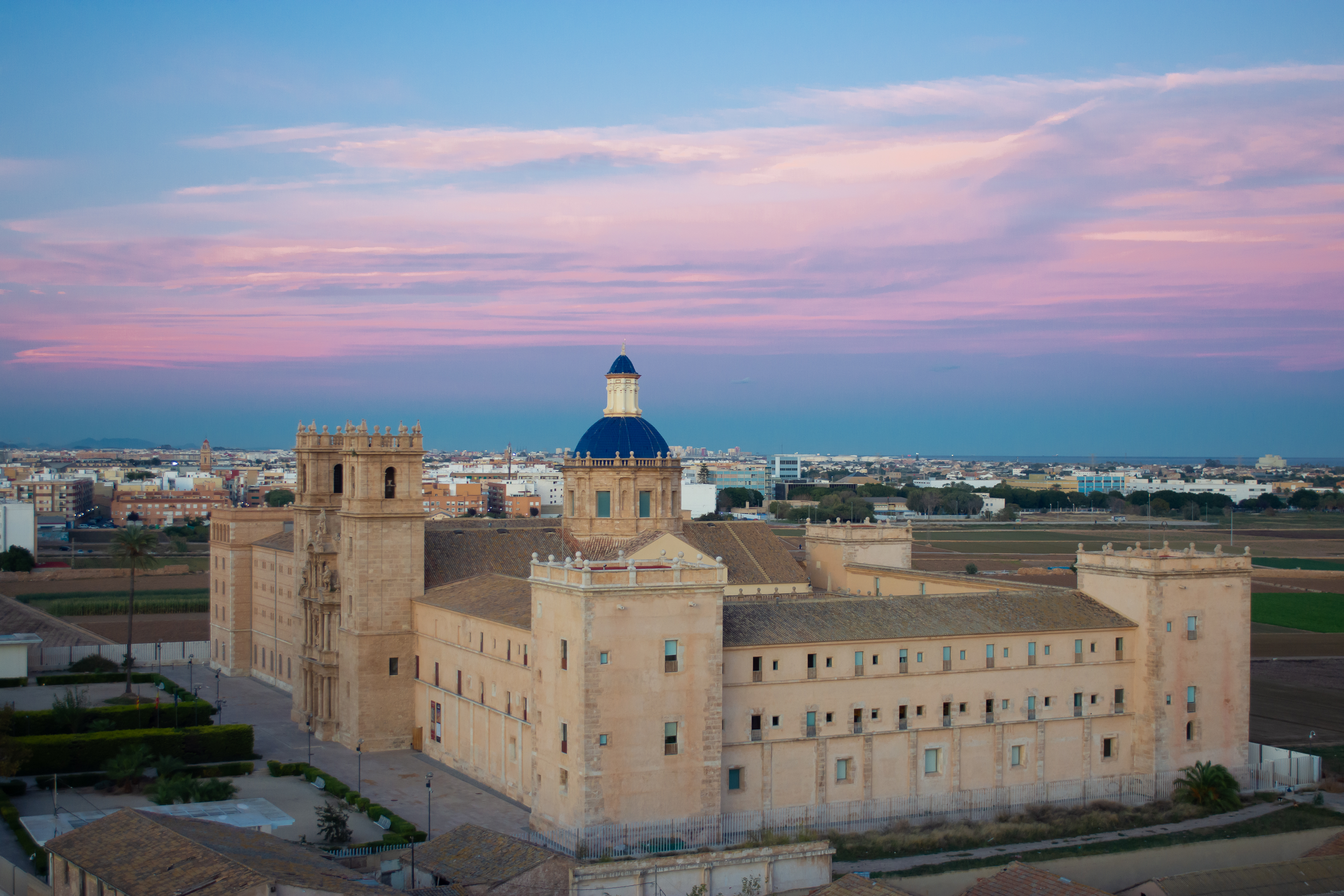
Monasterio de San Miguel de los Reyes al atardecer. Fachadas recayentes a las avenidas de la Constitución y a la de Hermanos Machado.

BIVALDI participa en otros planes nacionales e internacionales de digitalización como: Biblioteca Virtual del Patrimonio Bibliográfico, Hispana, Biblioteca Virtual Miguel de Cervantes, Biblioteca Digital Europea (Europeana) y la Biblioteca Digital Mundial (WDL).A nivel de proceso técnico los registros bibliográficos se gestionan con DigiBib, que cumple con las prescripciones de MARC 21, XML, Dublin Core, RDF, METS, EDM 5.2.4 (Europeana Data Model) y LOD (Linked Open Data). Se ha ido modernizando la construcción de metadatos, y en los últimos proyectos, las normalizaciones relativas a la preservación digital a largo plazo PREMIS (Preservation Metadata: Implementation Strategies). En la época más reciente los proyectos de digitalización emprendidos por BIVALDI obtienen unos resultados de gran calidad asimilables a normalizaciones METAMORFOZE y FADGI, y una digitalización con "perspectiva arqueológica": término que califica el proceso que reúne de forma ordenada todas las instancias del objeto físico, desde cubiertas y guardas a lomos y evitando recortar los márgenes de las páginas, por ejemplo, incluyendo una carta de color normalizada que viene acompañada por una descripción física en el registro bibliográfico, de esta forma además de su contenido su intenta preservar el continente de acuerdo a las posibilidades tecnológicas actuales.

#### Conservación
El departamento de conservación y restauración de la Biblioteca Valenciana Nicolau Primitiu custodia y preserva todo el material que integra sus diferentes fondos. Son los encargados de regular las condiciones de conservación y evitar cualquier proceso de deterioro de los materiales, tanto físico como biológico. También son los responsables de la recuperación y restauración de los materiales cuando estos ya están dañados. Se estudia el material con problemas y se tienen en cuenta sus condiciones de degradación. Para tomar decisiones y priorizar las intervenciones se estima su valor histórico y su importancia artística. Para este departamento prevalece el Fondo antiguo y en especial los códices así como todo material único o con valor histórico singular.